# Valentina Vargas
Pour les articles homonymes, voir Vargas.
Valentina Vargas est une actrice chilienne née le 31 décembre 1964 à Santiago. Elle est surtout connue pour son interprétation de la jeune paysanne dans Le Nom de la rose, de Jean-Jacques Annaud, et pour le rôle de Monica dans la série télévisée Fête de famille en 2006.

## Filmographie

### Cinéma
- 1985 : Strictement personnel de Pierre Jolivet : la masseuse
- 1986 : Le Nom de la rose de Jean-Jacques Annaud : la fille
- 1988 : Le Grand Bleu de Luc Besson : Bonita
- 1989 : Dirty Games de Gray Hofmeyr (en) : Nicola Kendra
- 1989 : Sans espoir de retour de Samuel Fuller : Celia
- 1992 : Die Tigerin de Karin Howard : Pauline « la Tigresse »
- 1994 : Jumeaux jumeaux (Twin Sitters) de John Paragon : Lolita
- 1996 : Hellraiser: Bloodline de Kevin Yagher : Angélique
- 1999 : Southern Cross de James Becket : Mariana Flores
- 1999 : Chili con carne de Thomas Gilou : Inès
- 2002 : Bloody Mallory de Julien Magnat : Lady Valentine
- 2008 : All Inclusive (en) de Rodrigo Ortuzar Lynch : Carmen
- 2010 : Ilusiones Opticas de Cristián Jiménez : Rita
- 2011 : Visages inconnus (Faces in the Crowd) de Julien Magnat : Nina
- 2012 : La Nuit d'en face (La noche de enfrente) de Raoul Ruiz :
- 2017 : Johnny 100 Pesos: Capítulo Dos de  Gustavo Graef Marino (es) : Maria Francisca

### Télévision
- 2003 : Les Liaisons dangereuses de Josée Dayan : Émilie
- 2006 : Fête de famille (série télévisée) de Lorenzo Gabriele : Monica